# Empoasca viridelutea
Empoasca viridelutea är en insektsart som beskrevs av Dlabola 1967. Empoasca viridelutea ingår i släktet Empoasca och familjen dvärgstritar.
Artens utbredningsområde är Mongoliet. Inga underarter finns listade i Catalogue of Life.